# Sport Clube Salvadorense
O Sport Clube Salvadorense é um clube português localizado na freguesia de Salvador do Monte, concelho de Amarante, distrito do Porto. O clube foi fundado a 3 de Março de 1923 e é um dos clubes mais antigos do distrito do Porto e o seu atual presidente é José Carlos Teixeira. Os seus jogos em casa são disputados no Estádio D. Amália Mota (Campo do SC Salvadorense).
"DEUS quer, o HOMEM sonha, a OBRA nasce". Este é o lema que se pode ver no emblema do clube.
A equipa de futebol sénior participa, na época de 2023/24, na Divisão de Honra da Associação de Futebol do Porto, pela 4ª época consecutiva.